# Миодраг Чолић
Миодраг Чолић (Ботурићи, 23. август 1953) пензионисани је бригадни генерал санитетске службе Војске Србије, бивши декан Медицинског факултета ВМА, професор клиничке имунологије у пензији и академик САНУ.

## Образовање
- 1987. Војномедицинска академија, Београд - доктор медицинских наука[2]
- 1983. Медицински факултет, Београд - Магистар (Клинички имунологија и алергологија)[2]
- 1983. Војномедицинска академија, Београд - специјалиста клиничке физиологије[2]
- 1977. Медицински факултет Универзитета у Београду - доктор медицине[2]

## Радно искуство
- 2011 - 2013 декан Медицинског факултета ВМА
- 2009 - 2011 декан Високе школе ВМА
- 1997 - 2011 Начелник Института за медицинска истраживања ВМА
- 2007 Редовни професор на Медицинском факултету Универзитета у Нишу (1/3 радно време)
- 2006. Медицински факултет Београд - научни саветник
- 1998. Војномедицинска академија - редовни професор (имунологија)
- 1993. Војномедицинска академија - ванредни професор (имунологија)
- 1987. Војномедицинска академија - доцент (имунологија)

Са 33 године био је најмлађи доцент на Војномедицинској академији.

## Област истраживања
Област истраживања Миодрага Чолића је имунорегулација, инфламација, имунофармакологија, биотехнологија, матичне ћелије, наномедицина, регенеративна медицина, биолошка терапија.

## Напредовање
- мајор, 1989. године
- потпуковник, 1993. године
- пуковник, 1996. године
- бригадни генерал 2011. године

## Усавршавања
- WRAIR Washington DC, USA, 1990 - Курсеви из области молекуларне медицине[2],
- Hammersmith Hospital London, GB, 1986 - Курсеви из области технологије хибридома[2],
- Медицински факултет Београд, ВМА и Торлак, од 1980. до 1983 - Усавршавање у области клиничке и експерименталне имунологије[2].

## Признања и награде
- Медицински факултет Београд, ВМА - више награда и похвала за време студија и у току службе укључујући плакету Медицинског факултета за најбољег дипломираног студента[2]
- 2007. и 2010. године награда Министарства одбране Републике Србије за најбољи научноистраживачки пројекат.[2]
- 2005. године Награда СЛД за научноистраживачки рад[2]
- 2000. године председник СРЈ - Цвијићева медаља[2]

## Чланство у академијама и стручним удружењима
Миодраг Чолић је:
- Од 2003. године Миодраг Чолић је дописни члан Српске академије наука и уметности (САНУ), а од 2009. године редовни члан САНУ.
- Редовни члан Медицинске академије СЛД од 2004. године.
- Од 2006. године изабран за Научног саветника Медицинског факултета у Београду.

Био је:
- Председник Балканске асоцијације имунолошких друштава.
- Председник Друштва имунолога Србије.

Члан је:
- Друштва имунолога Србије.
- Друштва физиолога Србије.
- Друштва за микроскопију Србије.
- Европског удружења за макрофаге и дендритичне ћелије.